# Муколіпідоз
Муколіпідози (англ. ML) — збірна назва групи спадкових захворювань, що відносяться до лізосомних хвороб накопичення, пов'язаних з дефіцитом того чи іншого ферменту (частіше зниженням активності гідролази). Гетерогенна група хвороб, що поєднує прояви недостатності одного з ферментів лізосом, результатом якого є певне поєднання накопичення всередині клітин організму мукополісахаридів, глікопротеїнів, олігосахаридів та гліколіпідів. Відпочатку дана група генних хвороб, клінічна картина яких пов'язана з порушенням нормального катаболізму різних субстратів усередині клітин, названа за аналогією з іншими спадковими хворобами накопичення (наприклад, мукополісахаридози та сфінголіпідози). Відкриття біохімічних процесів, дефект яких призводив до розвитку того чи іншого типу муколіпідозу, вніс коригування у класифікацію. Спочатку перші чотири типи (I, II, III, і IV) були позначені як муколіпідози . Однак, тепер муколіпідоз I типу (сіалідоз) класифікується як глікопротеїноз(E77.1), а муколіпідоз IV типу (сіалоліпідоз) — як гангліозидоз (E75.1).

## Успадкування

Аутосомно-рецесивний механізм успадкування: обидва батьки є носіями дефектного гена (помічений червоним кружечком). За законами Менделя 50 % дітей стануть носіями (як їхні батьки), 25 % народяться генетично здоровими та у 25 % випадків — хворими.

Ця група захворювань успадковується, як і переважна більшість лізосомних хвороб накопичення, за аутосомно-рецесивним типом успадкування. Таким чином, з однаковою частотою зустрічається як у чоловіків, так і у жінок.
Аутосомно-рецесивний тип успадкування практично означає, що дефектний ген розташований на одній з двох алельних аутосом. Захворювання клінічно маніфестує тільки у випадку, коли обидві аутосоми, отримані по одній від батька та матері, є дефектними за цим геном. Як і в усіх випадках аутосомно-рецесивного успадкування, якщо обидва батьки несуть дефектний ген, то ймовірність успадкування хвороби у потомства становить 1 із 4. Таким чином, в середньому, на одну хвору дитину в такій сім'ї припадає три без клінічних ознак проявів генної хвороби. На схемі синім кольором позначені здорові, фіолетовим — носії дефектного гена, червоним — хвора дитина (два дефектні гени однієї алелі). Синім кружечком позначений нормальний ген, червоним — дефектний.

## Класифікація
Спочатку група муколіпідозів включала:
- муколіпідоз I (сіалідоз)
- муколіпідоз II (I-клітинна хвороба)
- муколіпідоз III (псевдополідистрофія Гурлер)
- муколіпідоз IV (сіалоліпідоз)

Згідно з Міжнародною класифікацією хвороб десятого перегляду (МКБ-10), розрізняють:
- E75 Порушення обміну сфінголіпідів та інші хвороби накопичення ліпідів.
  - E75.1 Інші гангліозидози. Гангліозидоз GM1,  Муколіпідоз IV.
- E77 Порушення обміну глікопротеїнів.
  - E77.0 Дефекти посттрансляційної модифікації лізосомних ферментів. Муколіпідоз II (I-клітинна хвороба), Муколіпідоз III (псевдополідистрофія Гурлер).
  - E77.1 Дефекти деградації глікопротеїдів. Аспартілглюкозамінурія. Фукозидоз. Маннозидоз. Сіалідоз (муколіпідоз I)